# 게임레볼루션
게임레볼루션(GameRevolution)은 미국의 비디오 게임 웹사이트이다. 1996년 4월 26일 듀크 페리스가 개설하였다.